# HD 102195 b
HD 102195b(也被称为ET-1)是一颗位于室女座、距离地球约94.52光年的系外行星，其母星为HD 102195。该行星于2006年1月被发现，它是系外行星追踪者计划发现的首颗行星，是通过分散固定延时干涉法发现的。该行星是一颗典型的热木星。